# Hooke-törvény

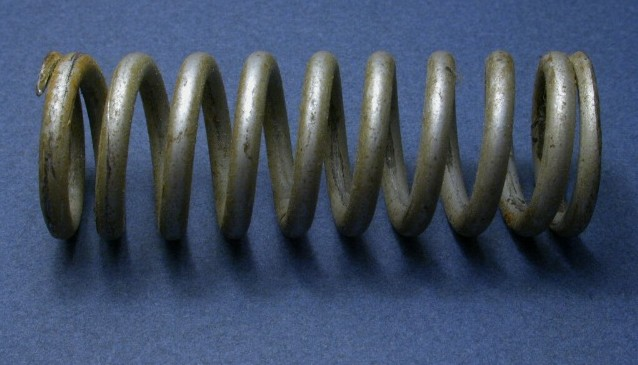
Hooke törvénye pontosan leírja a közönséges csavarrugó mozgását kis összenyomódás esetén

A Hooke-törvény közelítő törvény, mely kimondja, hogy egy rugalmas test alakváltozása arányos azzal az erővel, mely az alakváltozást okozza.
Azokat az anyagokat, melyek a Hooke-törvényt követik, lineáris-rugalmas, vagy Hooke-anyagoknak nevezik.
A törvényt a 17. században élt fizikusról, Robert Hooke-ról nevezték el.
Azokban a rendszerekben, melyek a Hooke-törvényt követik, a megnyúlás egyenesen arányos a terheléssel:
{\displaystyle {\overrightarrow {F}}=-k{\overrightarrow {x}}\ }
ahol
x a megnyúlás [általában méter (m)],
F a rugóerő [általában newton (N)], és
k a rugó merevsége. A rugómerevség dimenziója erő/hossz, mértékegysége a newton/méter (N/m).
Frugó= -D·Δx
Ha ez az egyenlőség fennáll, azt mondjuk, hogy a rugó lineáris rugó. Az összenyomódás-erő diagramban az ilyen rugó görbéje egyenes lesz.

## Rugalmas anyagok
Sok anyag követi a Hooke-törvényt. Ha egy ilyen anyagból készült kis rudat vizsgálunk, azt kisméretű lineáris rugónak foghatjuk fel. Megnyúlása, (fajlagos nyúlása) egyenesen arányos a benne ébredő σ mechanikai feszültséggel, az arányossági tényező pedig az E rugalmassági modulus reciproka:
{\displaystyle \sigma =E\cdot \varepsilon }
vagy
{\displaystyle \Delta L={\frac {1}{E}}\times F\times {\frac {L}{A}}={\frac {1}{E}}\times L\times \sigma .}
A Hooke-törvény csak bizonyos anyagokra és bizonyos terhelési feltételek mellett érvényes. Az acél lineáris-rugalmas anyagként viselkedik a legtöbb mérnöki alkalmazás szempontjából: a Hooke-törvényt követi a rugalmassági tartományban (vagyis a folyáshatárnál kisebb feszültségeken). Néhány más anyagnál, például alumínium esetében a Hooke-törvény a rugalmas tartomány egy részében teljesül. Ezeknél az anyagoknál rugalmassági határt állapítanak meg, mely alatt a lineáris közelítéstől való eltérés elhanyagolható.
A gumit a Hooke-törvényt nem követő anyagok közé sorolják, mivel rugalmassági modulusa a terheléstől és a hőmérséklettől is függ, valamint állandó terhelés alatt is változik a megnyúlása (kúszás).

## Húzott-nyomott rugó

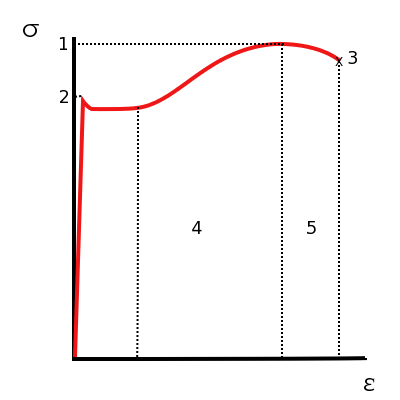
Kis széntartalmú szénacél szakítódiagramja
1. Szakítószilárdság, R_{m}
2. Folyáshatár, R_{e}
3. Szakadás
4. Felkeményedés
5. Kontrakció (keresztmetszet összehúzódás)

A Hooke-törvény leggyakrabban előforduló alakja valószínűleg a rugóegyenlet, mely a rugóban ébredő erő és a rugó összenyomódása közti összefüggést fejezi ki:
{\displaystyle F=-kx\,}
ahol 
k a rugómerevség, dimenziója erő/hosszúság [N/m]
A negatív előjel arra utal, hogy a rugóban ébredő erő és az elmozdulás ellenkező irányúak. Ezt az erőt visszatérítő erőnek hívják, mivel igyekszik a rugót egyensúlyi helyzetébe visszatéríteni.
A rugóban felhalmozott potenciális energia:
{\displaystyle U={1 \over 2}kx^{2}}
A rugóban tárolt energia fenti egyenletét a rugó összenyomásakor végzett munkából lehet kiszámítani, ami az erőnek az elmozdulás szerinti integrálja. (A rugó potenciális energiája mindig pozitív.)
A potenciális energia az U-x síkon olyan parabolaként ábrázolható, melynek csúcspontja az origóban van, tengelye pedig az Y tengely. A rugó kihúzásakor a potenciális energia nő, de ugyanígy a rugó húzásakor is nő az energia. Bármilyen erővel hatunk a rugóra, a hozzá tartozó potenciális energia nagyobb, mint az x=0 ponthoz tartozó egyensúlyi állapoté, ezért a rugó törekszik visszatérni a legkisebb potenciális energiájú pontba, ugyanúgy, ahogy egy hullámos felületen a golyó a legmélyebb gödörbe törekszik.
Ha egy tömeget erősítünk a rugó végére és a rendszert kitérítjük egyensúlyi helyzetéből, lengésbe jön, és sajátlengései szögsebessége:
{\displaystyle \omega ={\sqrt {k \over m}}} radián/másodperc (szögsebesség)
vagy
{\displaystyle \nu ={1 \over 2\pi }{\sqrt {k \over m}}} hertz (1/s)
mivel
 {\displaystyle \omega ={\nu 2\pi }}

## A Hooke-törvény tenzoros alakja
Térbeli feszültségi állapot esetén egy (cijkl) negyedrendű, 81 elemet tartalmazó tenzort kell definiálnunk az (εkl) alakváltozási tenzor (vagy Green tenzor) és a (σij) feszültségtenzor közötti összefüggés leírására.
{\displaystyle \sigma _{ij}=\sum _{kl}c_{ijkl}\cdot \varepsilon _{kl}}
Tekintettel a feszültségtenzor, az alakváltozási tenzor és a merevségi tenzor szimmetriájára, csak 21 együttható független.
Mivel a feszültség nyomás dimenziójú, az alakváltozás pedig dimenzió nélküli elemekből áll, a cijkl elemek szintén nyomás dimenziójúak.

### Izotróp anyagok
Izotróp anyagoknak nevezik azokat az anyagokat, melyek tulajdonságai függetlenek a térbeli irányoktól.
Ennélfogva az izotróp anyagokra vonatkozó fizikai egyenleteknek függetleneknek kell lenniük a választott koordináta-rendszertől. Az alakváltozási tenzor szimmetrikus tenzor. Mivel a tenzor nyoma független a koordináta-rendszertől, ezért a szimmetrikus tenzor koordináta-független teljes dekompozíciója egy állandó tenzor és egy nyom nélküli szimmetrikus tenzor összege. Így:
{\displaystyle \varepsilon _{ij}=\left({\frac {1}{3}}\varepsilon _{kk}\delta _{ij}\right)+\left(\varepsilon _{ij}-{\frac {1}{3}}\varepsilon _{kk}\delta _{ij}\right)}
ahol {\displaystyle \delta _{ij}} a Kronecker-delta-függvény. Az első kifejezés a jobb oldalon az állandó tenzor, melyet nyomásnak neveznek, a másik kifejezés pedig a nyom nélküli szimmetrikus tenzor, más néven a nyírási tenzor.
A Hooke-törvény legáltalánosabb alakja izotróp anyagokra ezért e két tenzor lineáris kombinációjaként írható:
{\displaystyle \sigma _{ij}=3K\left({\frac {1}{3}}\varepsilon _{kk}\delta _{ij}\right)+2G\left(\varepsilon _{ij}-{\frac {1}{3}}\varepsilon _{kk}\delta _{ij}\right)\,}
ahol K az rugalmassági modulus és G a nyírási rugalmassági modulus.
Felhasználva a rugalmassági modulusok közötti összefüggéseket, az egyenletek számos különböző módon írhatók fel. Például az alakváltozás kifejezhető a feszültségtenzor elemeinek segítségével:
{\displaystyle \varepsilon _{11}={\frac {1}{E}}\left(\sigma _{11}-\nu (\sigma _{22}+\sigma _{33})\right)}
{\displaystyle \varepsilon _{22}={\frac {1}{E}}\left(\sigma _{22}-\nu (\sigma _{11}+\sigma _{33})\right)}
{\displaystyle \varepsilon _{33}={\frac {1}{E}}\left(\sigma _{33}-\nu (\sigma _{11}+\sigma _{22})\right)}
{\displaystyle \varepsilon _{12}={\frac {\sigma _{12}}{2G}}}
{\displaystyle \varepsilon _{13}={\frac {\sigma _{13}}{2G}}}
{\displaystyle \varepsilon _{23}={\frac {\sigma _{23}}{2G}}}
ahol E a rugalmassági modulus (vagy Young-modulus) és a {\displaystyle \nu } a Poisson-tényező.
| Átszámítási képletek (nyitható táblázat)                                                                      | Átszámítási képletek (nyitható táblázat)               | Átszámítási képletek (nyitható táblázat) | Átszámítási képletek (nyitható táblázat)               | Átszámítási képletek (nyitható táblázat)  | Átszámítási képletek (nyitható táblázat)                   | Átszámítási képletek (nyitható táblázat)          | Átszámítási képletek (nyitható táblázat)                | Átszámítási képletek (nyitható táblázat)          | Átszámítási képletek (nyitható táblázat)  | Átszámítási képletek (nyitható táblázat) |
| --- | ------------------------------------------------------ | ---------------------------------------- | ------------------------------------------------------ | ----------------------------------------- | ---------------------------------------------------------- | ------------------------------------------------- | ------------------------------------------------------- | ------------------------------------------------- | ----------------------------------------- | ---------------------------------------- |
| Homogén izotróp tulajdonságú anyagok tulajdonságai kiszámíthatóak, ha legalább két másik tulajdonságuk ismert |                                                        |                                          |                                                        |                                           |                                                            |                                                   |                                                         |                                                   |                                           |                                          |
| | {\displaystyle (\lambda ,\,G)}                         | {\displaystyle (E,\,G)}                  | {\displaystyle (K,\,\lambda )}                         | {\displaystyle (K,\,G)}                   | {\displaystyle (\lambda ,\,\nu )}                          | {\displaystyle (G,\,\nu )}                        | {\displaystyle (E,\,\nu )}                              | {\displaystyle (K,\,\nu )}                        | {\displaystyle (K,\,E)}                   | {\displaystyle (M,\,G)}                  |
| {\displaystyle K=\,}                                                                                          | {\displaystyle \lambda +{\tfrac {2G}{3}}}              | {\displaystyle {\tfrac {EG}{3(3G-E)}}}   |                                                        |                                           | {\displaystyle {\tfrac {\lambda (1+\nu )}{3\nu }}}         | {\displaystyle {\tfrac {2G(1+\nu )}{3(1-2\nu )}}} | {\displaystyle {\tfrac {E}{3(1-2\nu )}}}                |                                                   |                                           | {\displaystyle M-{\tfrac {4G}{3}}}       |
| {\displaystyle E=\,}                                                                                          | {\displaystyle {\tfrac {G(3\lambda +2G)}{\lambda +G}}} |                                          | {\displaystyle {\tfrac {9K(K-\lambda )}{3K-\lambda }}} | {\displaystyle {\tfrac {9KG}{3K+G}}}      | {\displaystyle {\tfrac {\lambda (1+\nu )(1-2\nu )}{\nu }}} | {\displaystyle 2G(1+\nu )\,}                      |                                                         | {\displaystyle 3K(1-2\nu )\,}                     |                                           | {\displaystyle {\tfrac {G(3M-4G)}{M-G}}} |
| {\displaystyle \lambda =\,}                                                                                   |                                                        | {\displaystyle {\tfrac {G(E-2G)}{3G-E}}} |                                                        | {\displaystyle K-{\tfrac {2G}{3}}}        |                                                            | {\displaystyle {\tfrac {2G\nu }{1-2\nu }}}        | {\displaystyle {\tfrac {E\nu }{(1+\nu )(1-2\nu )}}}     | {\displaystyle {\tfrac {3K\nu }{1+\nu }}}         | {\displaystyle {\tfrac {3K(3K-E)}{9K-E}}} | {\displaystyle M-2G\,}                   |
| {\displaystyle G=\,}                                                                                          |                                                        |                                          | {\displaystyle {\tfrac {3(K-\lambda )}{2}}}            |                                           | {\displaystyle {\tfrac {\lambda (1-2\nu )}{2\nu }}}        |                                                   | {\displaystyle {\tfrac {E}{2(1+\nu )}}}                 | {\displaystyle {\tfrac {3K(1-2\nu )}{2(1+\nu )}}} | {\displaystyle {\tfrac {3KE}{9K-E}}}      |                                          |
| {\displaystyle \nu =\,}                                                                                       | {\displaystyle {\tfrac {\lambda }{2(\lambda +G)}}}     | {\displaystyle {\tfrac {E}{2G}}-1}       | {\displaystyle {\tfrac {\lambda }{3K-\lambda }}}       | {\displaystyle {\tfrac {3K-2G}{2(3K+G)}}} |                                                            |                                                   |                                                         |                                                   | {\displaystyle {\tfrac {3K-E}{6K}}}       | {\displaystyle {\tfrac {M-2G}{2M-2G}}}   |
| {\displaystyle M=\,}                                                                                          | {\displaystyle \lambda +2G\,}                          | {\displaystyle {\tfrac {G(4G-E)}{3G-E}}} | {\displaystyle 3K-2\lambda \,}                         | {\displaystyle K+{\tfrac {4G}{3}}}        | {\displaystyle {\tfrac {\lambda (1-\nu )}{\nu }}}          | {\displaystyle {\tfrac {2G(1-\nu )}{1-2\nu }}}    | {\displaystyle {\tfrac {E(1-\nu )}{(1+\nu )(1-2\nu )}}} | {\displaystyle {\tfrac {3K(1-\nu )}{1+\nu }}}     | {\displaystyle {\tfrac {3K(3K+E)}{9K-E}}} |                                          |

## Zéró hosszúságú rugók
A zéró hosszúságú rugó az állandó erejű rugó helytelen megnevezése. A Hooke-törvény bizonyos speciális fizikai feltételek esetén nem alkalmazható. A zéró hosszúságú rugót 1932-ben Lucien LaCoste találta fel. A zéró hosszúságú rugó fizikai hossza megegyezik kinyújtott hosszával, rugóereje arányos teljes hosszúságával, nem csak a kinyújtás hosszával, emiatt rugóereje a rugó teljes elasztikus tartományán belül állandó (vagyis nem követi a Hooke-törvényt).
Elméletileg egy végtelen tömegű inga, melynek visszatérítő erejét ilyen rugó (illetőleg csaknem bármilyen rugó) biztosítja, végtelen természetes periódusidejű lehet. A szeizmométerekbe épített hosszú periódusidejű ingák képesek távoli földrengések leglassabban haladó, legáthatolóbb hullámainak észlelésére. Zéró hosszúságú rugót alkalmaznak a nehézségi gyorsulás anomáliáinak mérésére szolgáló graviméterekben is. Egyes ajtókat szintén zéró hosszúságú rugó működtet a becsapódás elkerülése érdekében. A zéró hosszúságú rugók egyes autófelfüggesztések esetében simább működést eredményeznek.

## Külső hivatkozások
- Zéró hosszúságú rugók szeizmométerekben
- Magyarított Flash animáció a Hook-törvényről Szerző: David M. Harrison